# Xylophaga oregona
Xylophaga oregona is een tweekleppigensoort uit de familie van de Pholadidae. De wetenschappelijke naam van de soort is voor het eerst geldig gepubliceerd in 2007 door Voight.